# Jingle Bells (chanson de Basshunter)
Pour les articles homonymes, voir Jingle Bells.
Singles par Basshunter
Vifta med händerna
(2006) Now You're Gone
(2007)
Pistes de LOL <(^^,)>
DotA Beer In the Bar
Jingle Bells" (Bass) est une chanson d'eurodance du DJ suédois Basshunter. Le single est extrait de son 1er album studio LOL <(^^,)>.

## Liste des pistes
- CD single (13 novembre 2006)[1]

1. Jingle Bells (Radio Edit) – 2:45

- CD single (15 décembre 2008)[2]

1. Jingle Bells (Bass) – 2:48
2. All I Ever Wanted (Ultra DJ's Remix) – 5:33

## Classements
| Pays        | Classement (2006/2007/2008/2009) | Meilleure position |
| ----------- | -------------------------------- | ------------------ |
| Norvège     | Top 20 Singles                   | 9                  |
| Suède       | Top 60 Singles                   | 13                 |
| Pays-Bas    | Single Top 100                   | 31                 |
| Royaume-Uni | Singles Top 100                  | 35                 |